# Ecopass
El programa Ecopass era un sistema de cargo por contaminación implantado en Milán, Italia, cobrado como un peaje urbano para los vehículos automotores entrando al área de la ciudad designada como zona de tráfico limitado o ZTL (Italiano:"Zone a Traffico Limitato"), que corresponde al área central de la Cerchia dei Bastioni. 
El Ecopass fue implantado como un programa de prueba por un año que inició el 2 de enero de 2008, y que posteriormente fue extendido varias veces, hasta que dejó de ser cobrado el 31 de diciembre de 2011, para ser sustituido por un nuevo esquema denominado Área C, que entrará en vigencia el 16 de enero de 2012. El nuevo esquema cubre la misma área geográfica del Ecopass, pero cambia de un cargo por contaminación a un esquema tradicional de tarifas de congestión.
El objetivo principal del programa Ecopass era reducir la contaminación del aire originada en las emisiones de los vehículos automotores y utilizar los fondos recaudados para financiar proyectos de mejoramiento del transporte público. Este esquema es similar a los programas de tarifas de congestión implementados en Londres y Estocolmo, pero en realidad corresponde a una modificación de esos programas debido a que en el Ecopass solo pagan el cargo los vehículos que emiten más contaminación en función del estándar de emisiones del motor del vehículo.

## Descripción

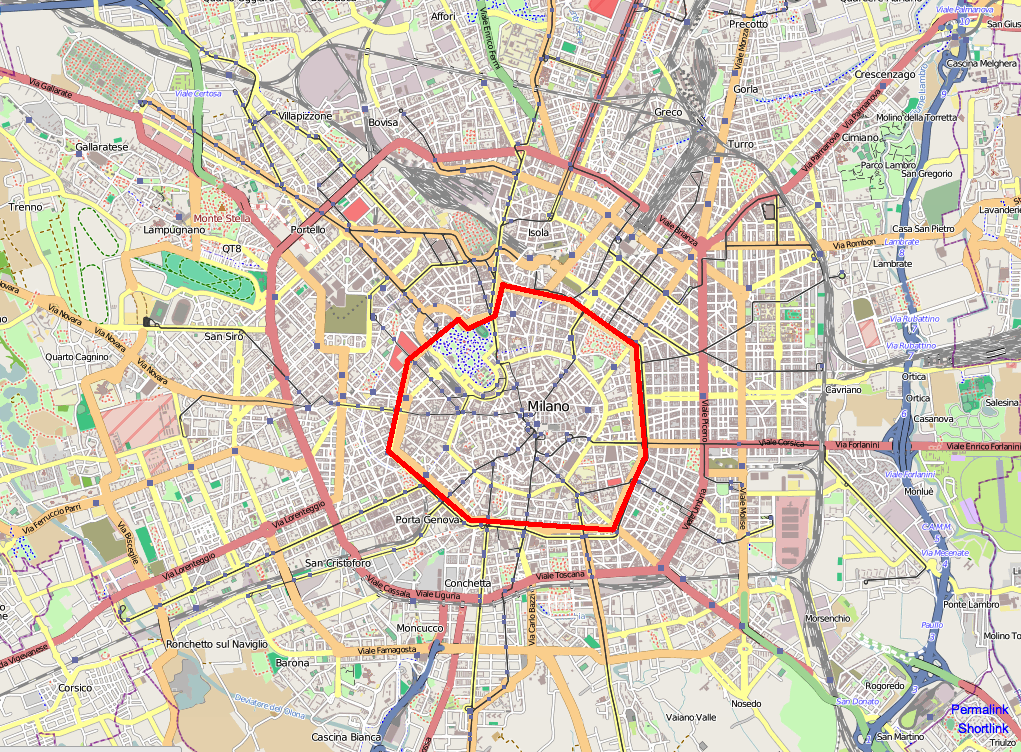
Zona restringida del Ecopass

Los cargos fluctúan entre € 2 y €10 y son cobrados de lunes a viernes entre 7:30 a. m. y 7:30 p. m. El ingreso a la ZTL es libre para varios tipos de vehículos de combustible alternativo y para vehículos de combustible convencional con bajas emisiones que satisfacen las normas europeas sobre emisiones Euro3 y Euro4 o superiores. Los residentes dentro de la ZTL están exonerados solamente si utilizan vehículos con motor de bajas emisiones mientras que los propietarios de vehículos con motores antiguos más contaminantes solo tienen derecho a un descuento a través de la compra un pase anual que cuesta hasta €250. El control del cumplimiento de la restricción es realizado con un sistema de cámeras digitales ubicadas en 43 puertas electrónicas, y el monto de la multa por infracción varía entre €70 y €275.
El cargo del Ecopass puede ser pagado antes de entra a la zona restringida (ZTL) o hasta medianoche del día siguiente. Existen pases diarios y para acceso en varios días (pase múltiple). El pago de la tarifa puede ser realizado vía internet, por teléfono, en bancos de una empresa que participa en el programa o a través de débito directo de la cuenta corriente del usuario, sin embargo, para abrir la cuenta y recibir la respectiva tarjeta Ecopass, el usuario debe realizar la gestión en los lugares designados por la municipalidad de Milán.
También existen restricciones para ingresar al área designada como ZTL entre las 7:30 a. m. y las 9:00 p. m. para cualquier camión de carga comercial con una longitud mayor de 7 metros; las operaciones de carga y descarga están restringidas a horarios preestablecidos; y los vehículos con motores más antiguos y que producen mayores emisiones contaminantes están prohibidos de entral a la ZTL durante seis meses al año, del 15 de octubre al 15 de abril, que es la época en que las condiciones meteorológicas contribuyen a empeorar la calidad del aire en la región de Lombardía. Esta restricción comenzó a ser aplicada en toda la región en octubre de 2007.
En agosto de 2008 y por un período de tres semanas, las autoridades milanesas decidieron suspender en forma temporal el cobro del Ecopass, con el propósito de incentivar el turismo dentro del área de la Cerchia dei Bastioni y aprovechando que durante esta época de verano el tráfico local se reduce alrededor de un 30% debido al período de vacaciones y los niveles de contaminación son los más bajos durante todo el año.